# Christoph Nezhyba
Christoph Nezhyba (* 23. November 1990 in Wien) ist ein österreichischer Handballspieler.

## Karriere
Der gebürtige Wiener begann seine aktive Profi-Karriere 2012 bei W.A.T. Floridsdorf, vor dem Aufstieg der Wiener war er für diese in der Landesliga aktiv. Nachdem sein Jugend-Verein in die Regionalliga abgestiegen war, spielte der Kreisläufer mit einer Doppelspielberechtigung beim Liga-Konkurrenten UHC Gänserndorf. Für die Saison 2015/16 steht Nezhyba nicht mehr im Kader der Niederösterreicher.

## Saisonbilanzen

### HBA
| Saison    | Verein          | Spielklasse | Tore | 7-Meter | Feldtore |
| --------- | --------------- | ----------- | ---- | ------- | -------- |
| 2012/13   | WAT Floridsdorf | HBA         | 23   | 0/0     | 23       |
| 2013/14   | UHC Gänserndorf | HBA         | 3    | 0/0     | 3        |
| 2014/15   | UHC Gänserndorf | HBA         | 0    | 0/0     | 0        |
| 2012–2015 | gesamt          | HBA         | 26   | 0/0     | 26       |